# Parlamentswahl in Ghana 2000
Die Parlamentswahlen in Ghana 2000 wurden am 7. Dezember unter fairen Bedingungen abgehalten. Zur gleichen Zeit fanden die Präsidentschaftswahlen statt. Parlamentswahlen finden in Ghana in einem Vier-Jahres-Rhythmus statt. Für die Wahl 2000 waren 10.698.652 Wähler registriert. Insgesamt wurden 6.633.306 Stimmen abgegeben, was einer Wahlbeteiligung von 62,0 % der registrierten Wähler entspricht. 102.549 Stimmen waren ungültig.
| Parteien und Koalitionen     | Stimmen   | %       | Sitze |
| ---------------------------- | --------- | ------- | ----- |
| New Patriotic Party          | 2.983.661 | 44,98 % | 99    |
| National Democratic Congress | 2.733.585 | 41,21 % | 92    |
| People’s National Convention | 228.185   | 3,44 %  | 3     |
| Convention People’s Party    | 86.896    | 1,31 %  | 1     |
| National Reform Party        | 149.249   | 2,25 %  | 0     |
| United Ghana Movement        | 33.166    | 0,50 %  | 0     |
| Unabhängige                  | 417.898   | 6,30 %  | 4     |
| Unbesetzt                    |           | .       | 1     |
| Total                        |           |         | 200   |
| Quelle:                      |           |         |       |

Da es in einem Wahlkreis zu Unregelmäßigkeiten gekommen war, wurden am 3. Januar 2001 Nachwahlen abgehalten. Der zunächst offene Wahlkreis ging in diesen Nachwahlen an die New Patriotic Party.
Da die Parlamentssitze bei den Wahlen 2000 ausschließlich im Direktwahlverfahren vergeben wurden, hat die Angabe der Prozentzahlen nur bedingten Aussagewert. Es kann beispielsweise dadurch zu einer Stimmenverteilung von 2,25 % kommen, ohne einen Parlamentssitz zu erringen, wenn kein Direktmandat errungen wurde.

## Zusammensetzung des Parlaments nach Regionen
Aufgeschlüsselt nach Regionen ergibt sich folgendes Bild aus den Wahlergebnissen:
| Region         | NPP       | NDC | PNC | CPP | Unabh. | Total |
| -------------- | --------- | --- | --- | --- | ------ | ----- |
| Ashanti Region | 31        | 2   | -   | -   | -      | 33    |
| Brong Ahafo    | 14        | 7   | -   | -   | -      | 21    |
| Central Region | 08        | 09  | -   | -   | -      | 17    |
| Eastern Region | 18        | 08  | -   | -   | -      | 26    |
| Greater Accra  | 16        | 06  | -   | -   | -      | 22    |
| Northern       | 03        | 18  | 01  | -   | 01     | 23    |
| Upper East     | 02        | 08  | 01  | -   | 01     | 12    |
| Upper West     | -         | 07  | 01  | -   | -      | 08    |
| Volta          | -         | 17  | -   | -   | 02     | 19    |
| Western        | 08        | 10  | -   | 01  | -      | 19    |
| Total          | 100 (99)* | 92  | 03  | 01  | 04     | 200   |

Erläuterung: Die Zahl in Klammer ist das Ergebnis der Wahl vom 7. Dezember 2000. Der zusätzliche Sitz wurde in einer Nachwahl in einem Wahlkreis vergeben und ging an die NPP.